# Данска на Светском првенству у атлетици на отвореном 2007.
Данска је учествовала на 11. Светском првенству 2007. одржаном у Осаки од 25. августа до 2. септембра, једанаести пут односно на свим првенствима до данас. Репрезентацију Данске представљало је 5 спортиста који су се такмичили у исто толико дисциплина.
На овом првенству атлетичари Данске нису освојили ниједну медаљу нити су се пласирали у финала својих дисциплина. Није оборен ниједан рекорд, а постигнута су два најбоља резултата сезоне.

## Учесници
| Дисциплина | Спортисти | Спортисти         |
| Дисциплина | Мушкарци  | Жене              |
| ---------- | --------- | ----------------- |
| 800 м      | -         | Рике Ренхолт      |
| Маратон    | -         | Annemette Aagaard |

| Дисциплина   | Спортисти      | Спортисти |
| Дисциплина   | Мушкарци       | Жене      |
| ------------ | -------------- | --------- |
| Скок удаљ    | Мортен Јеннсен | -         |
| Троскок      | Андерс Мелер   | -         |
| Бацање кугле | Јоахим Олсен   |           |

## Резултати

### Мушкарци
| Атлетичар      | Дисциплина   | Лични рекорд | Квалификације | Квалификације | Финале               | Финале        | Детаљи |
| Атлетичар      | Дисциплина   | Лични рекорд | Резултат      | Место         | Резултат             | Место         | Детаљи |
| -------------- | ------------ | ------------ | ------------- | ------------- | -------------------- | ------------- | ------ |
| Мортен Јеннсен | скок удаљ    | 8,25 НР      | 7.53          | 15. у гр. А   | Није се квалификовао | 28. / 30 (32) |        |
| Андерс Мелер   | троскок      | 16,76 НР     | 16,39 ЛРС     | 12. у гр. А   | Није се квалификовао | 25. / 33 (36) |        |
| Јоахим Олсен   | бацање кугле | 21,61 НР     | 20,62         | 2. у гр. А КВ | БП                   | БП            |        |

### Жене
| Атлетичарка       | Дисциплина | Лични рекорд | Квалификације | Квалификације | Полуфинале            | Полуфинале            | Финале                | Финале       | Детаљи |
| Атлетичарка       | Дисциплина | Лични рекорд | Резултат      | Место         | Резултат              | Место                 | Резултат              | Место        | Детаљи |
| ----------------- | ---------- | ------------ | ------------- | ------------- | --------------------- | --------------------- | --------------------- | ------------ | ------ |
| Рике Ренхолт      | 800 м      | 2:01,12      | 2:03,75 ЛРС   | 6. у гр. 4    | Није се квалификовала | Није се квалификовала | Није се квалификовала | 34. /45 (46) |        |
| Annemette Aagaard | маратон    | 2:35:00      |               |               |                       |                       | 2:46:22               | 39 /57 (67)  |        |